# بيغي أدلر
بيغي أدلر (بالإنجليزية: Peggy Adler)‏ هي كاتبة للأطفال وكاتِبة وفنانة أمريكية، ولدت في 10 فبراير 1942 في نيويورك في الولايات المتحدة.